# EOSC
Die European Open Science Cloud (EOSC) ist ein Projekt der Europäischen Kommission, um europäischen Wissenschaftlern Zugang zu wissenschaftlichen Daten, Datenverarbeitungsplattformen und Dienstleistungen für die Datenverarbeitung zu erleichtern.
Das Projekt wurde im Jahr 2015 gestartet und die Vorbereitungsphase wurde 2020 abgeschlossen. Die Europäische Kommission hat im Mai 2018 den Plan für die Entwicklung einer Cloud-Lösung bestätigt. Bis 2020 standen dafür 600 Millionen Euro bereit.
Öffentliche Treffen zu dem Projekt haben die Wichtigkeit und das Ziel von offener Wissenschaft hervorgehoben.
Die offizielle Veranstaltung zum Start der European Open Science Cloud fand am 23. November 2018 aus Anlass der österreichischen Ratspräsidentschaft 2018 in Wien statt. Dabei wurde von den anwesenden Ministern der EU-Mitgliedsländer die Vienna Declaration on the European Open Science Cloud verabschiedet.